# Fosse no 7 - 7 bis des mines de Dourges
La fosse no 7 - 7 bis dite Dahomey ou Boisgelin de la Compagnie des mines de Dourges est un ancien charbonnage du Bassin minier du Nord-Pas-de-Calais, situé à Montigny-en-Gohelle. Les puits nos 7 et 7 bis sont commencés en juin 1894, et la fosse commence à extraire en 1898. Le puits no 7 bis est terminé vers 1900. Des cités sont bâties à proximité de la fosse, et un terril conique no 86, 7 de Dourges, est édifié à l'ouest du carreau. La fosse est détruite durant la Première Guerre mondiale. Durant la Seconde Guerre mondiale, la fosse no 7 - 7 bis est au cœur d'un mouvement de grève contre l'occupant allemand.
La Compagnie des mines de Dourges est nationalisée en 1946, et la fosse no 7 - 7 bis intègre le Groupe d'Hénin-Liétard. Elle cesse d'extraire en 1948 à la suite de sa concentration sur la fosse no 2 - 2 bis. Le puits no 7 est remblayé en 1952, le puits no 7 bis l'est trois ans plus tard. Le terril no 86, 7 de Dourges, est pour ainsi dire intégralement exploité.
Une partie des corons est détruite. Au début du XXIe siècle, Charbonnages de France matérialise les têtes des puits nos 7 et 7 bis. Le site du terril est devenu un espace vert. Il subsiste trois bâtiments de la fosse : les bureaux, les ateliers et les lavabos.

## La fosse

### Fonçage
La fosse no 7 - 7 bis est commencé en juin 1894 par la Compagnie des mines de Dourges, à l'extrémité ouest de Montigny-en-Gohelle, contre la route d'Hénin-Liétard à Harnes. Elle est située à 1 827 mètres à l'ouest-nord-ouest de la fosse no 2, sise à Hénin-Beaumont, et à 990 mètres au nord-est de la fosse no 6, sise dans la même commune.
L'orifice du puits no 7 est situé à l'altitude de 32 mètres. La traversée des morts-terrains aquifères est réalisée par le procédé de congélation. Le diamètre du puits est de 4,80 mètres. Le terrain houiller est atteint à la profondeur de 145 mètres.

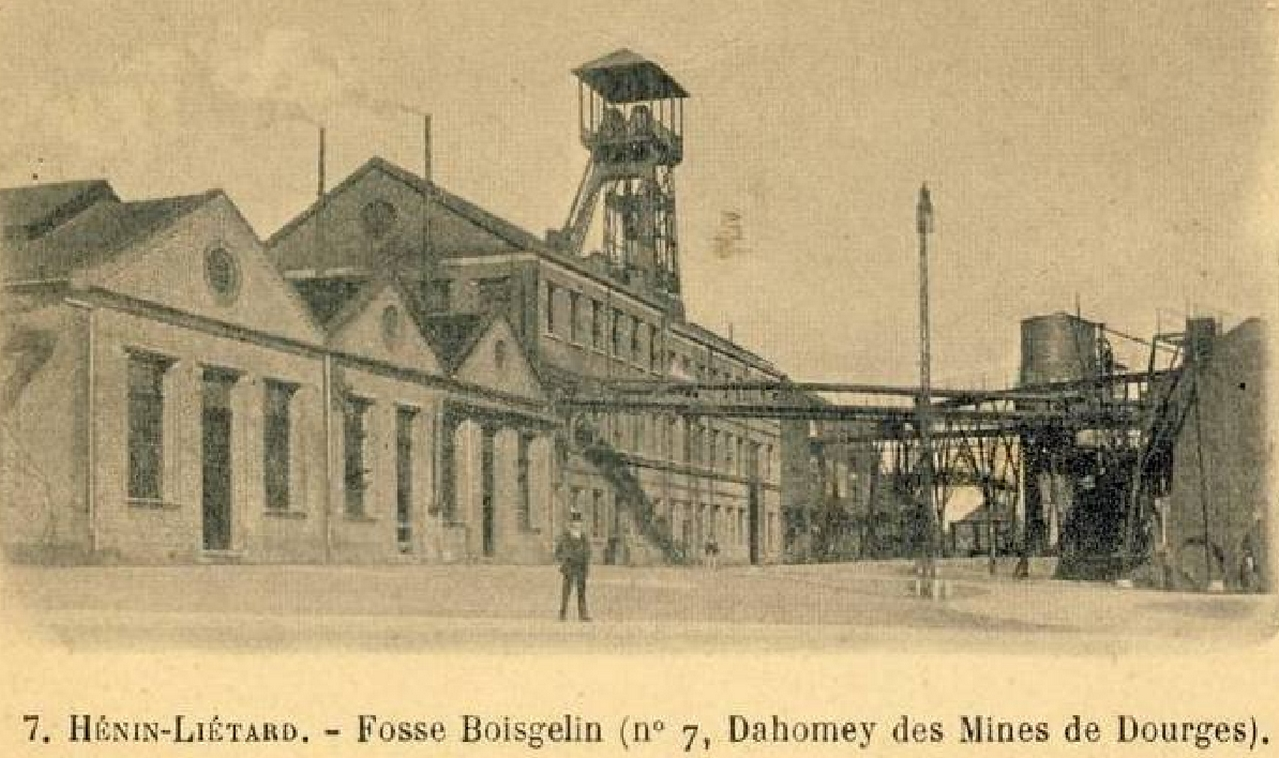
Le puits no 7.

### Exploitation
La fosse no 7 commence à extraire en 1898. Le puits no 7 bis est terminé vers 1900, à 44 mètres au sud-ouest du puits no 7. Il assure l'aérage et l'extraction.
La fosse est détruite durant la Première Guerre mondiale. 

### Seconde Guerre mondiale
Durant la Seconde Guerre mondiale, la fosse no 7 - 7 bis est au cœur du plus important des mouvements de grève contre l'occupant allemand: la grève patriotique des cent mille mineurs du Nord-Pas-de-Calais en mai-juin 1941, lancée dans cette fosse par un militant communiste très actif, Michel Brulé, qui avait déjà lancé les mois précédents plusieurs mouvements sociaux et grèves.
Déclenchée le 27 mai à la fosse no 7 - 7 bis de la Compagnie des mines de Dourges par Michel Brulé, elle s'étendit dès le lendemain à de nombreuses autres mines, via un comité installé à Lens par Auguste Lecoeur, Nestor Calonne et Julien Hapiot chargé de la diffuser en protégeant cette diffusion par des groupes armés, pour gagner en seulement cinq jours l'ensemble du bassin minier du Nord-Pas-de-Calais.
Plusieurs centaines de mineurs grévistes ont été déportés ou fusillés, dont Michel Brulé. Émilienne Mopty, femme de mineur et résistante, a été décapitée.

### La fin de l'extraction
La Compagnie des mines de Dourges est nationalisée en 1946, et la fosse no 7 - 7 bis intègre le Groupe d'Hénin-Liétard. Elle cesse très rapidement d'extraire, puisqu'elle est concentrée en 1948 sur la fosse no 2 - 2 bis. Les bâtiments servent alors au centre électro-mécanique du fond. Le puits no 7, profond de 422 mètres, est remblayé en 1952, le puits no 7 bis, profond de 718 mètres, l'est en 1955.

### Monument commémorant la grève érigé au puits Dahomey

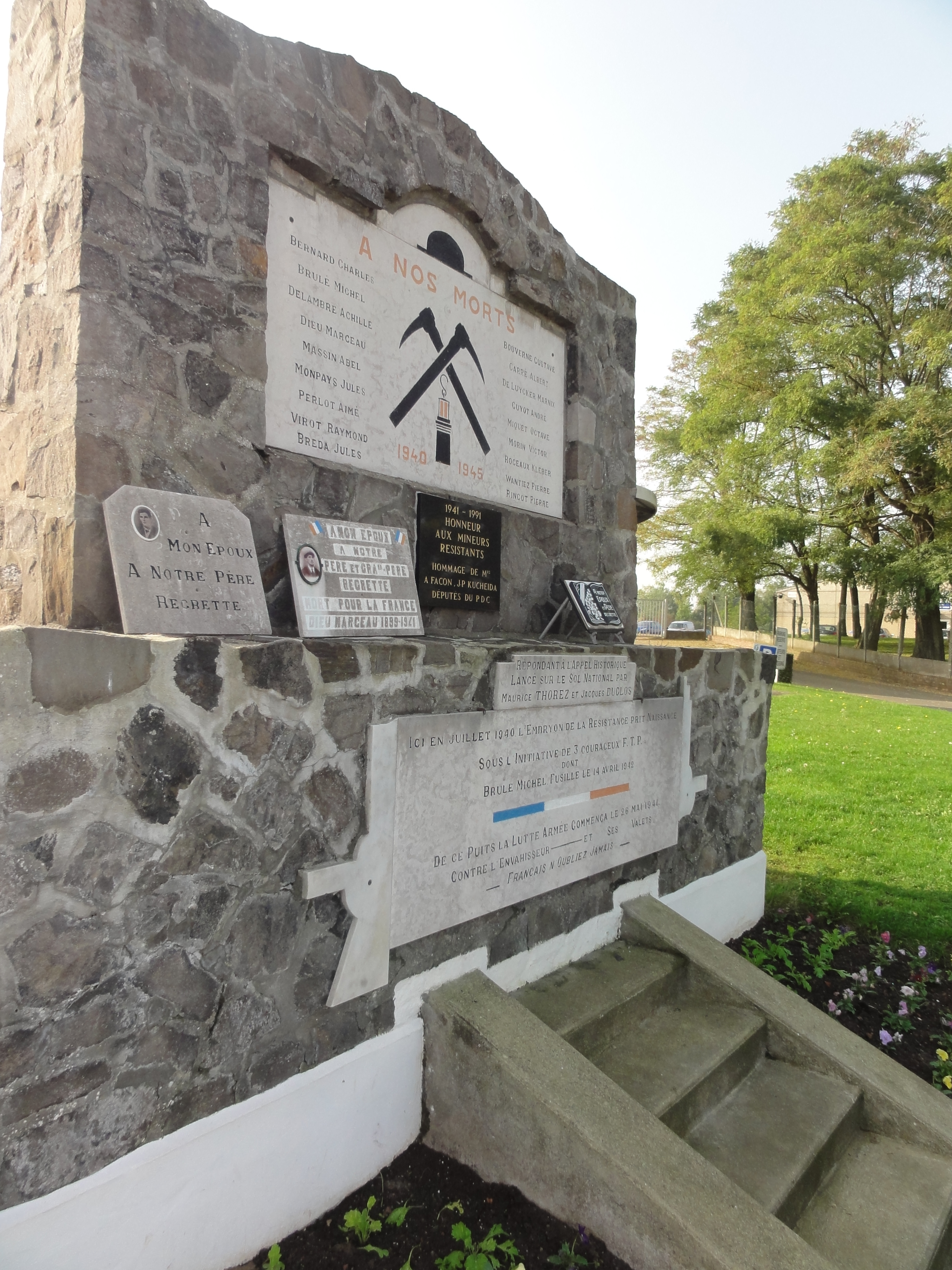
Le monument en octobre 2012.

Après la Seconde Guerre mondiale, un monument a été érigé au puits Dahomey à la mémoire des victimes de la répression de la Grève des mineurs du Nord-Pas-de-Calais (1941), la plus grande grève de l'Europe occupée. Selon les livres d'Auguste Lecoeur, c'est Victorin Duguet, un ancien des mines de Trélys-Le Martinet (Gard)  qui s'en est chargé à la demande de Maurice Thorez en février 1946 peu avant la fin de l'extraction en 1948.
Il écrit dans L'Humanité-Dimanche des 17-18 février 1946 un article expliquant, en se trompant dans la date et en voulant faire l'éloge de Maurice Thorez, que "c'est à l'appel de ce grand patriote qu'en avril-mai 1941 cent mille mineurs du Nord et du Pas-de-Calais firent grève contre les hitlériens". 
Secrétaire général de la CGT du sous-sol, il lance au même moment, aussi à la demande de Maurice Thorez, "un appel à l'unité syndicale au sein de la CGT pour une production intensifiée". Victorin Duguet deviendra le premier président des Charbonnages de France, nationalisés, de juin 1946 à novembre 1947.
Une photo en gros plan de ce monument apparait dans le livre "Les bataillons de la jeunesse" publié par l'ex-colonel des FTP Albert Ouzoulias en 1967 puis une autre, quatre ans plus tard, dans le livre "Croix de guerre pour une grève. Cent mille mineurs contre l'occupant" publié par l'organisateur de la grève Auguste Lecoeur en 1971, cette fois accompagné d'un chapitre entier expliquant son histoire et déplorant que le site soit à l'abandon.
Ce monument commémorant la grève a selon lui été mis en place un peu avant la publication des deux livres de 1949 accréditant la thèse d'une grève menée à l'Appel du 10 juillet 1940, signé Thorez-Duclos, dont le contenu a été tronqué et modifié pour accréditer la thèse d'un PCF combattant les nazis dès 1940 et dissimuler le pacte germano-soviétique . Selon Auguste Lecoeur, les "livres officiels" du PCF font référence à un numéro du 10 juillet 1940 de L'Humanité qui n'a jamais existé que sous la forme d'un faux-numéro fabriqué beaucoup plus tard par Jacques Duclos.
Le cinquantième anniversaire de Maurice Thorez est ainsi fêté le 30 avril 1950 à la fosse 7 de la compagnie des mines de Dourges, dite du "Dahomey" pour accréditer l'idée que la grève aurait été initiée par Thorez juste avant un déjeuner dans son village natal de Noyelles-Godault avec sa mère et trois animateurs de la grève des mineurs de mai-juin 1941, qui ont échappé à l'éviction d'ex-résistants lors du XIIe congrès du PCF, le Pas-de-Calais en sortant au contraire renforcé à sa direction.
Le verbatim du texte gravée sur la plaque de pierre, ajouté sur le monument probablement en février 1946 sous un titre "à nos morts 1940-1945" reprenant la liste des tués de la guerre,  donne une idée des motivations de l'époque: « Répondant à l’appel historique lancé sur le sol national par Maurice Thorez et Jacques Duclos. Ici en juillet 1940 l’embryon de la résistance prit naissance sous l’initiative de 3 courageux FTP, dont BRULE Michel, fusillé le 14 avril 1942. De ce puits la lutte armée commença le 26 mai 1941 contre l’envahisseur et ses valets. Français, n'oubliez jamais ».
Selon Fabrice Grenard, chargé de conférences à l'IEP de Paris, le datage "1940-945" qui chapeaute le tout tente de souligner "une continuité du combat mené par les mineurs et leurs meneurs communistes tout au long de l’occupation" et permettent de « gommer » en creux "les ambivalences du PCF entre son interdiction en septembre 1939 et le tournant de juin 1941", tandis qu'un reportage de 2001 à l’occasion du 60ème anniversaire de la grève, illustre selon lui "la dimension symbolique de cet événement et sa place importante dans la mémoire ouvrière", mais d'autres sources parlent d'une "histoire fragile" et déplorent que cette grève ne soit pas citée dans l'enseignement de l'histoire dans les écoles françaises.
Christian Champiré, professeur d'histoire et maire communiste de Grenay, commune d'un des meneurs de la grève, Julien Hapiot, a ensuite obtenu la création par le garde des Sceaux Christiane Taubira d'une mission pour mieux faire connaître cette grève, peu avant que l'un des grévistes, Otello Troni, l'ancien maire communiste de Billy-Montigny, autre commune du bassin minier, décède à 94 ans. Parmi les membres de la mission, Pierre Outteryck, membre du PCF, annonce qu'il prépare une thèse sur le sujet.
Un autre monument aux mineurs grévistes de mai-juin 1941, a ensuite été créé avec une sculpture de métal, square Victor-Foulon à Avion. À la préfecture du département, la citadelle d'Arras, 218 plaques rappellent le souvenir de résistants fusillés, dont 133 mineurs grévistes.

### Reconversion
Au début du XXIe siècle, Charbonnages de France matérialise les têtes des puits nos 7 et 7 bis. Le BRGM y effectue des inspections chaque année. Il subsiste les bureaux, les ateliers et les lavabos.

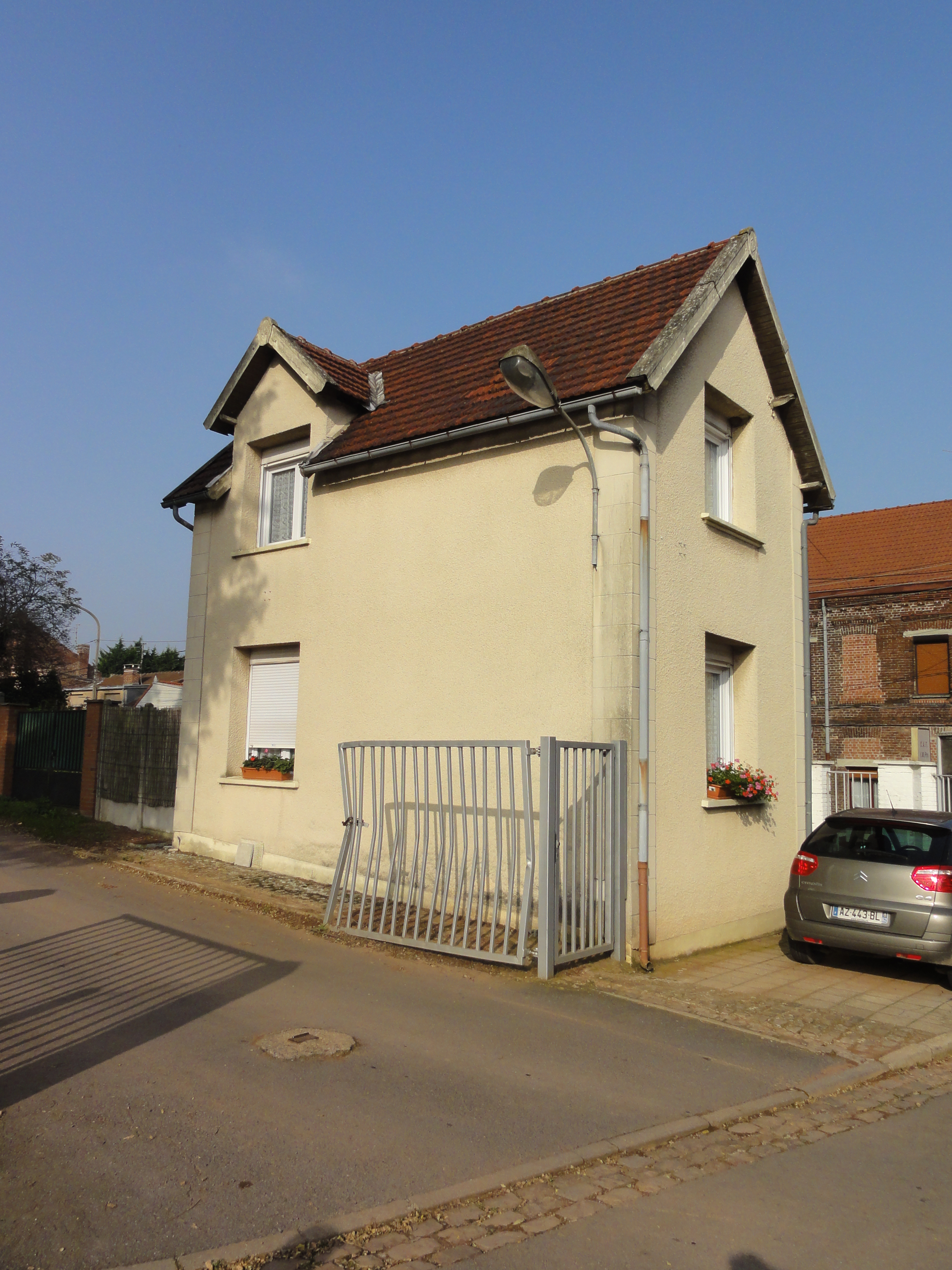
Le logement du garde.
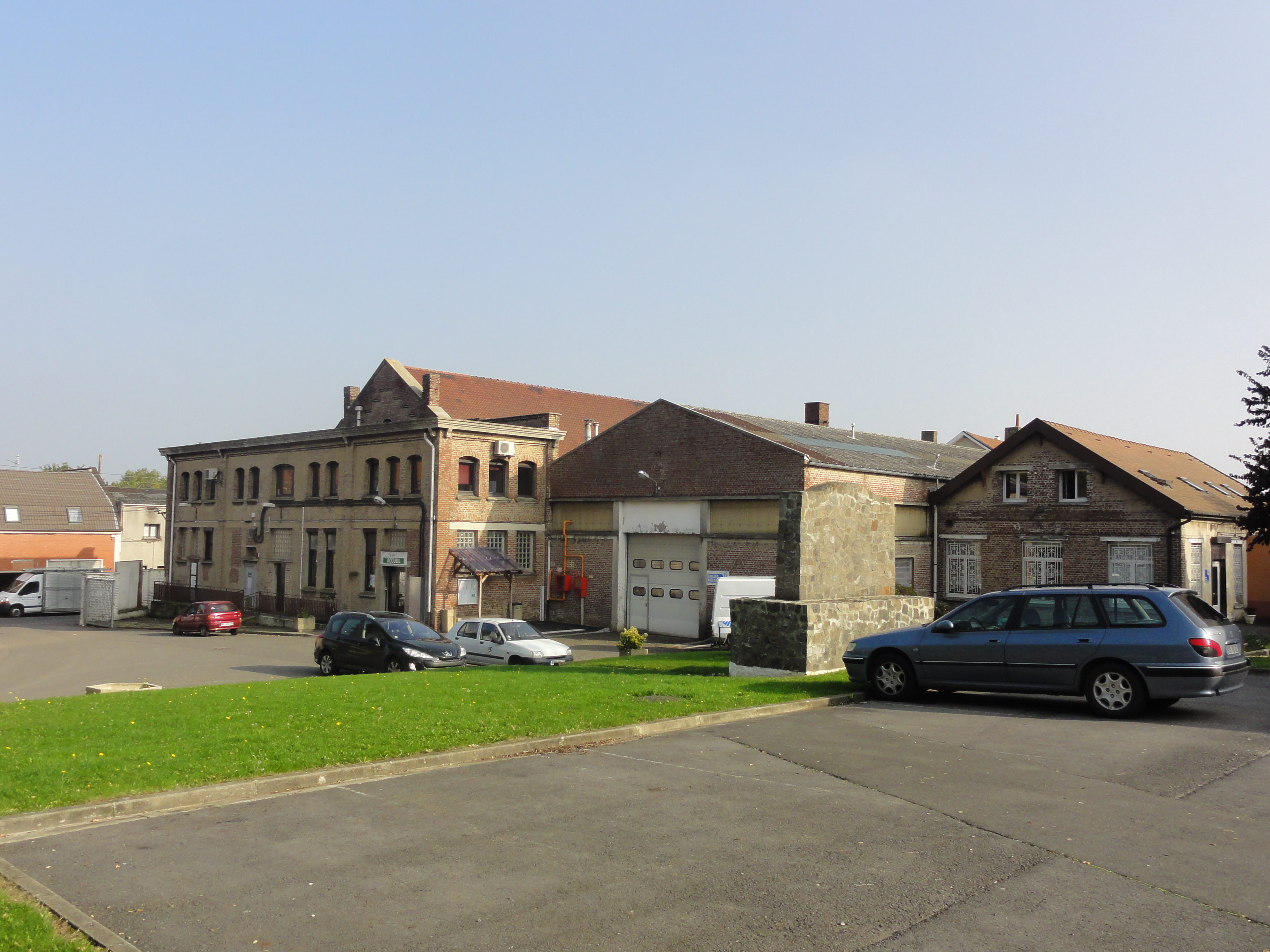
Les bâtiments subsistants.
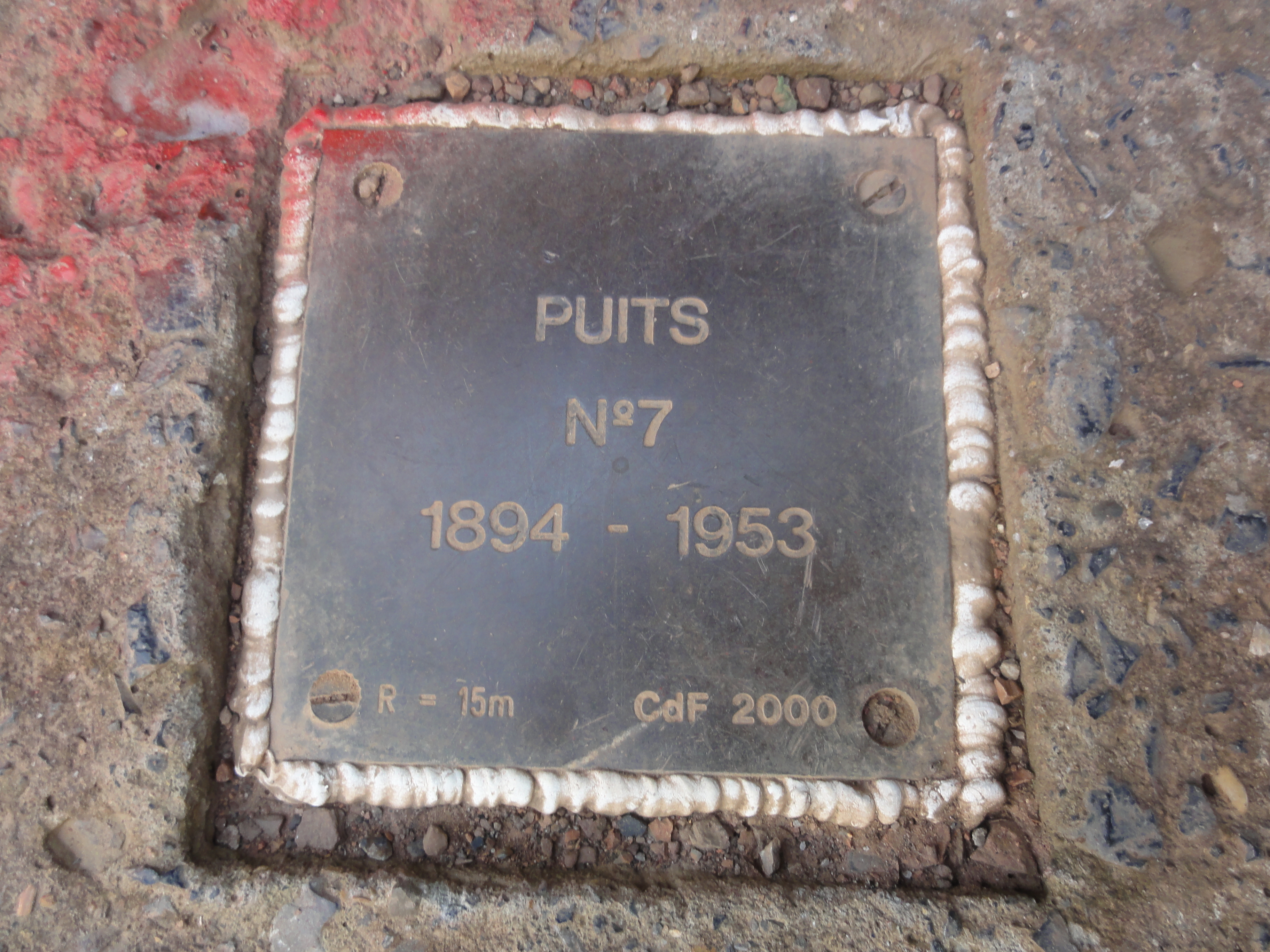
« Puits no 7, 1894-1953 ».
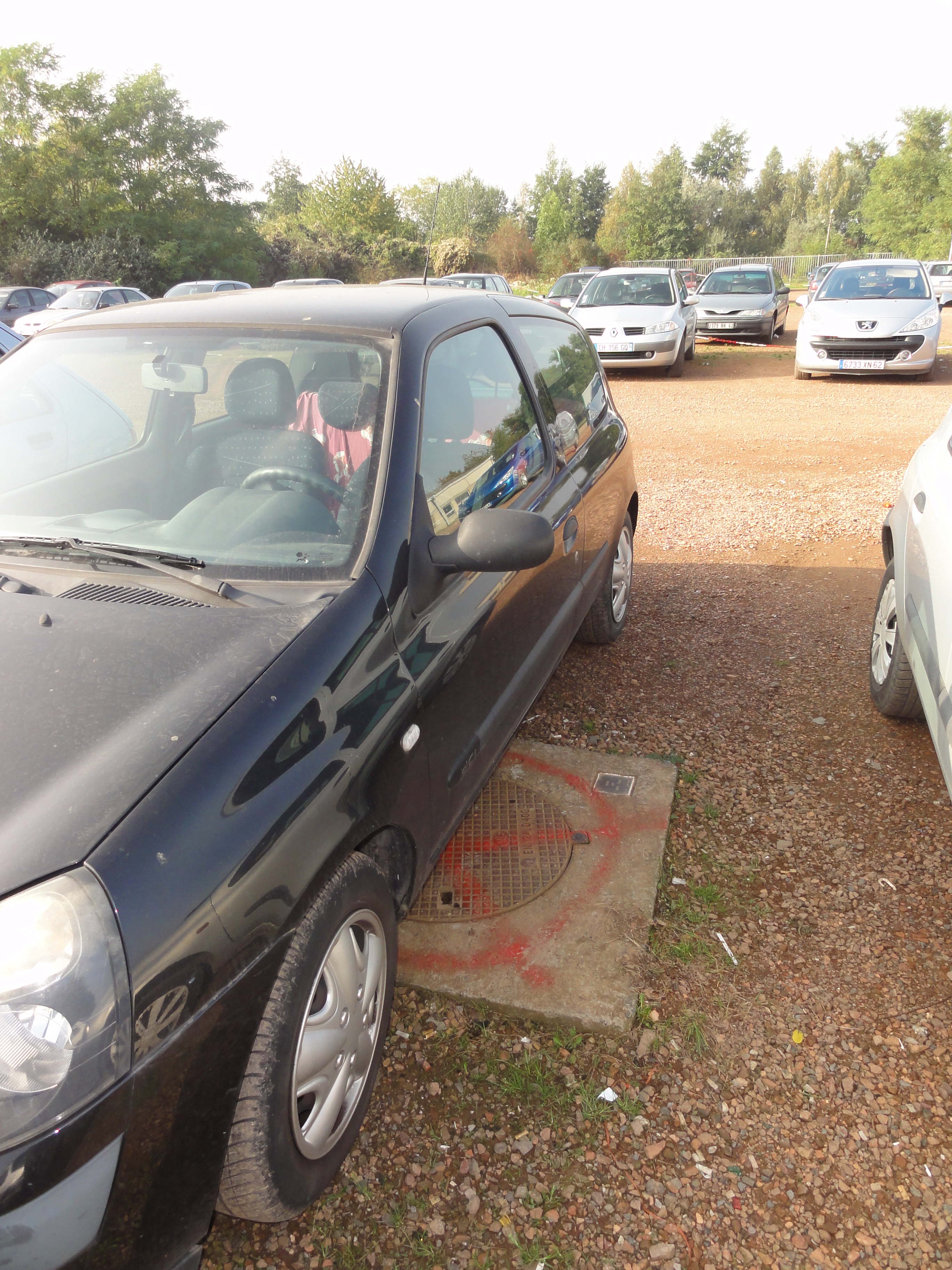
Le puits no 7 dans son environnement.
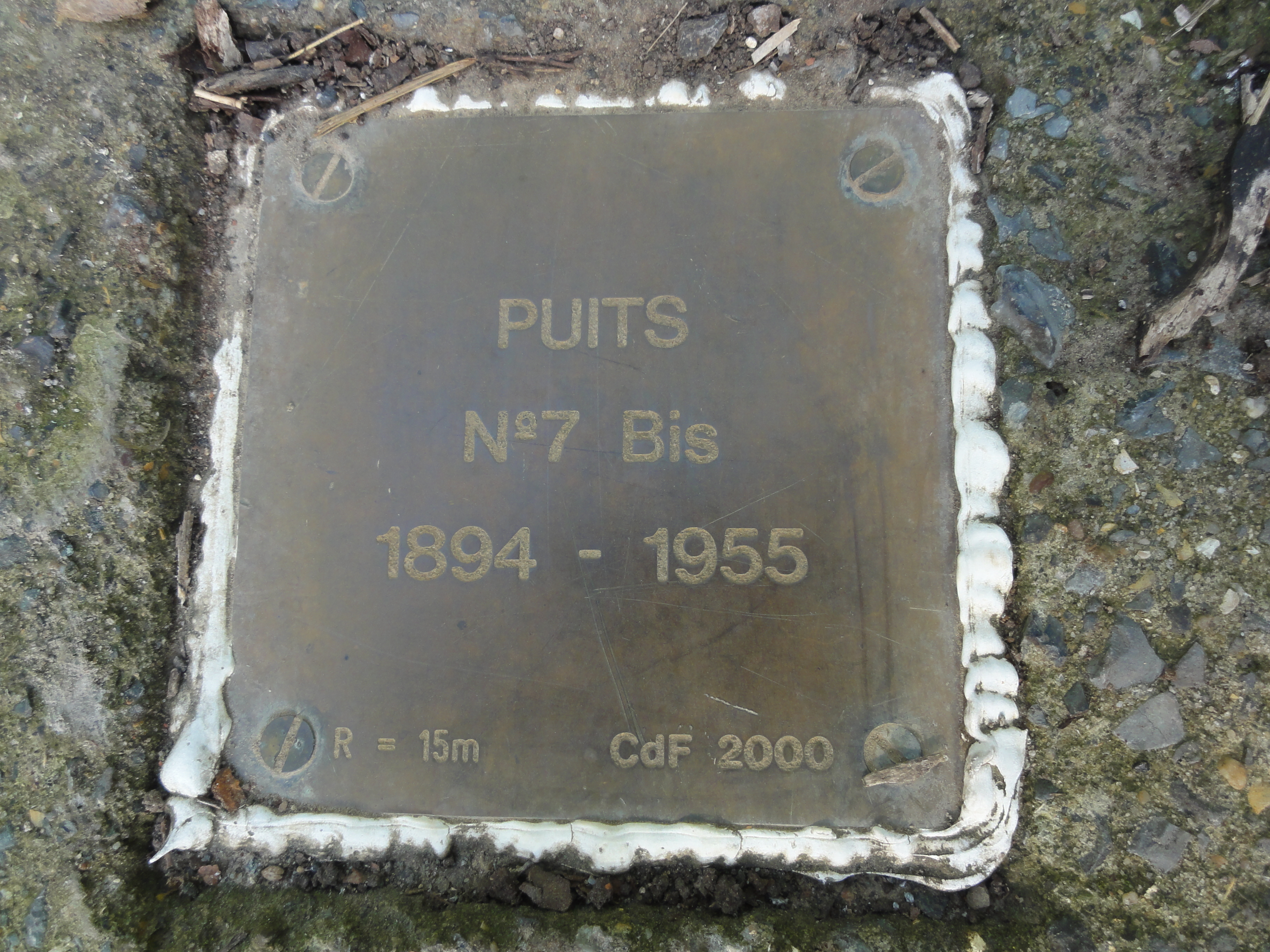
« Puits no 7 bis, 1894-1955 ».
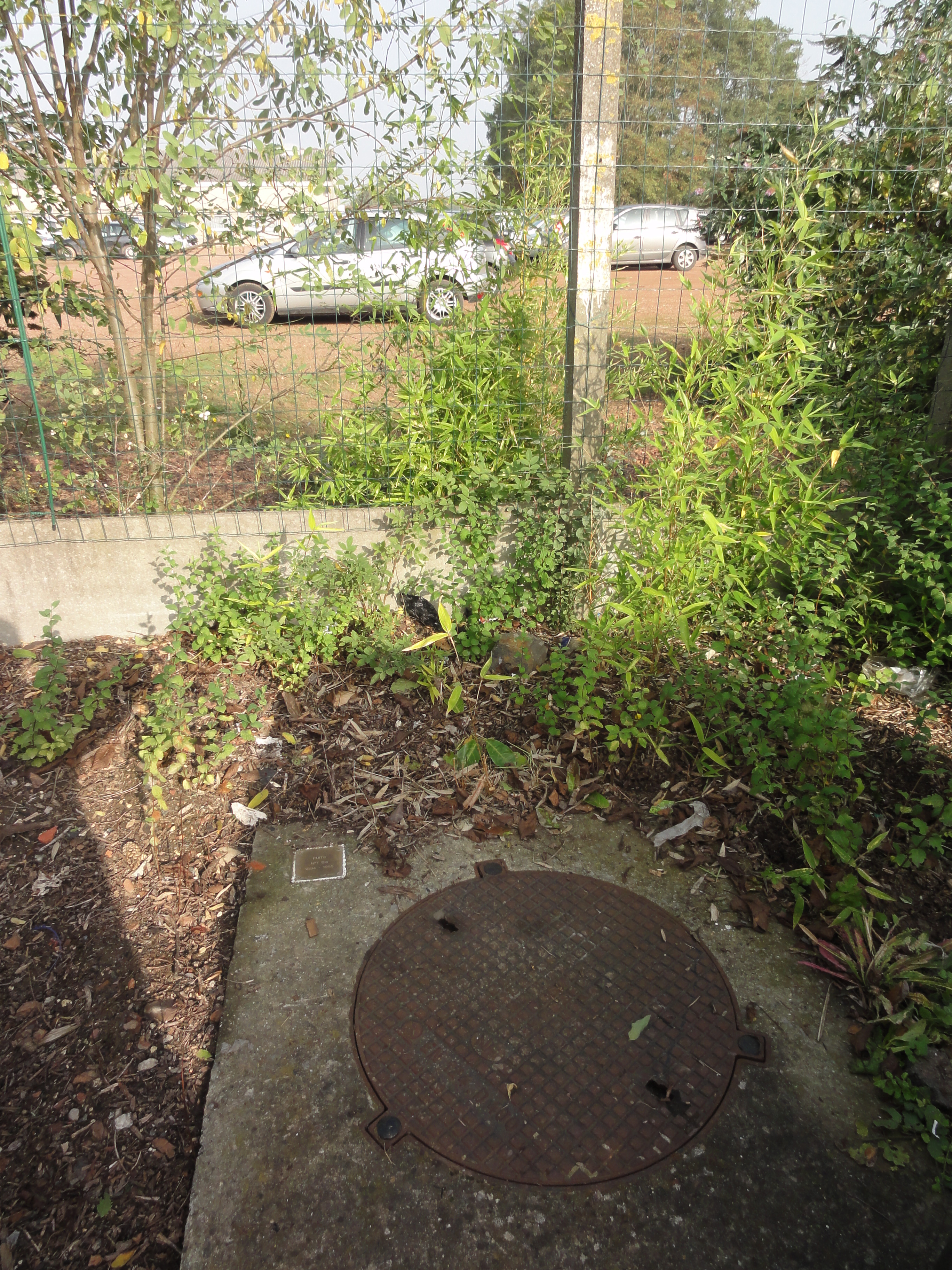
Le puits no 7 bis dans son environnement.

## Les terrils

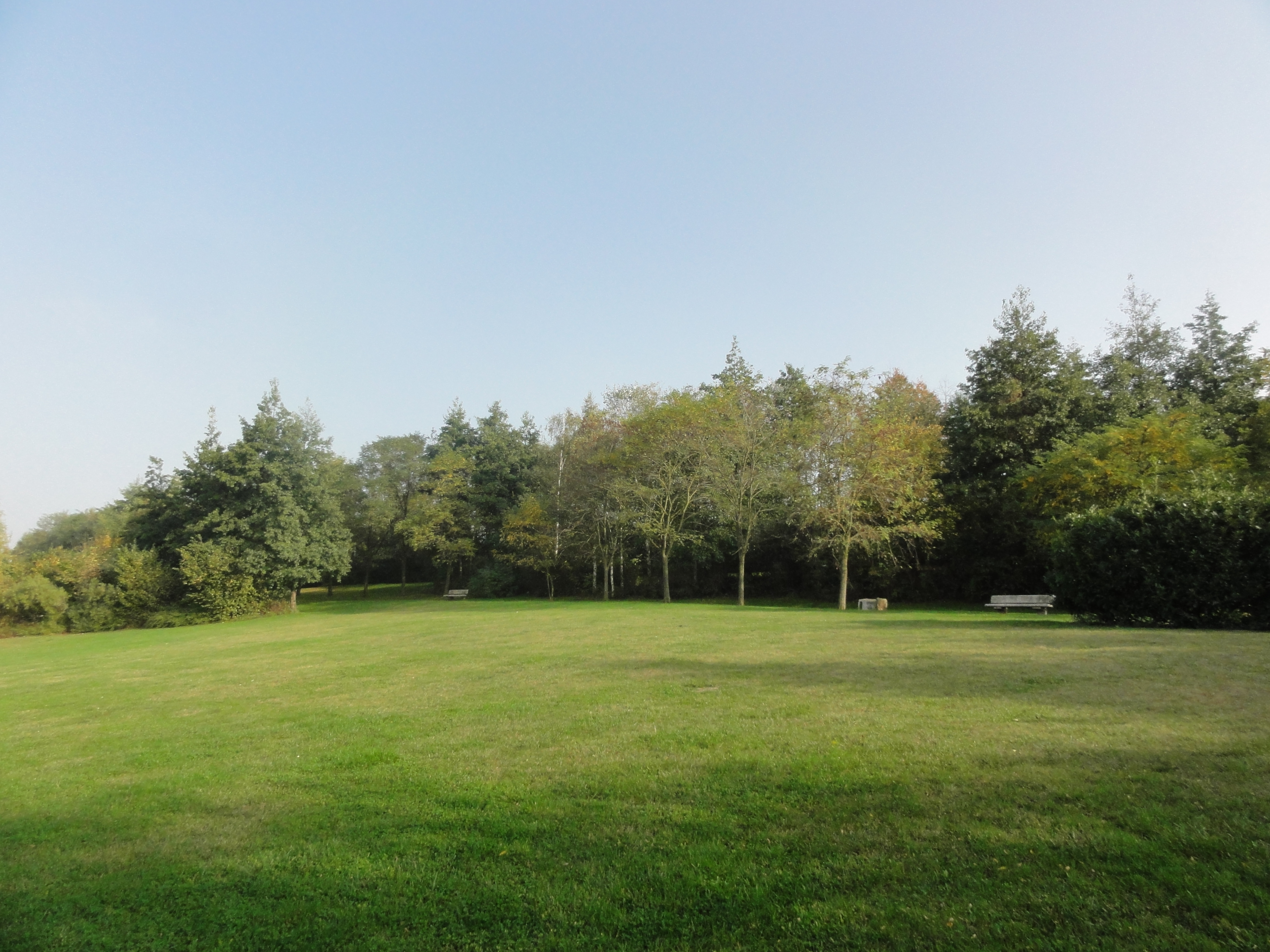
Le terril no 86.

50° 25′ 35″ N, 2° 56′ 06″ E
Le terril no 86, 7 de Dourges, situé à Montigny-en-Gohelle, est le terril conique de la fosse no 7 - 7 bis des mines de Dourges. Initialement haut de 80 mètres, il a été exploité, il n'en reste que la base,

## Les cités
De vastes cités ont été bâties à proximité de la fosse no 7 - 7 bis.

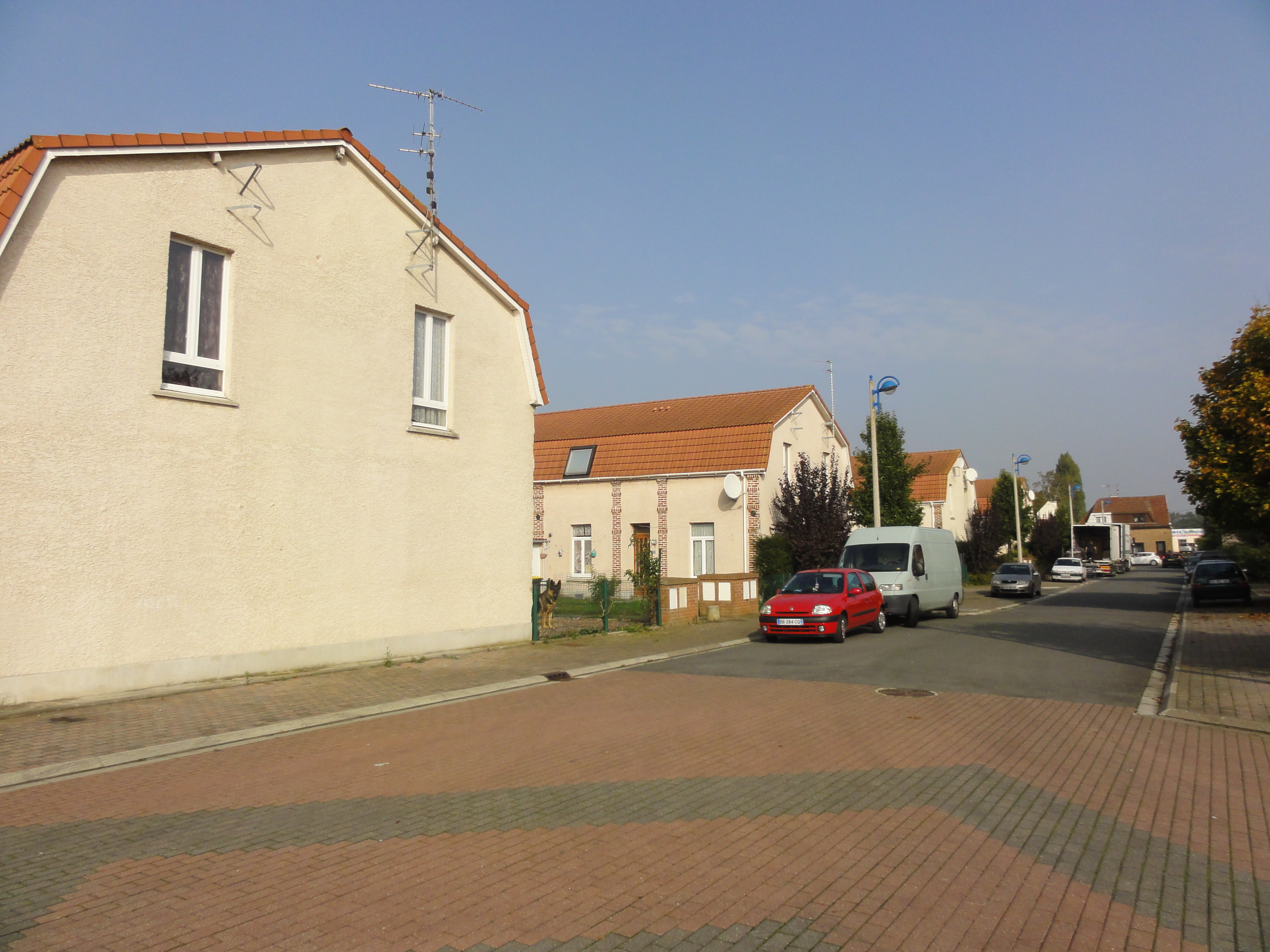
La cité des Saucelles.
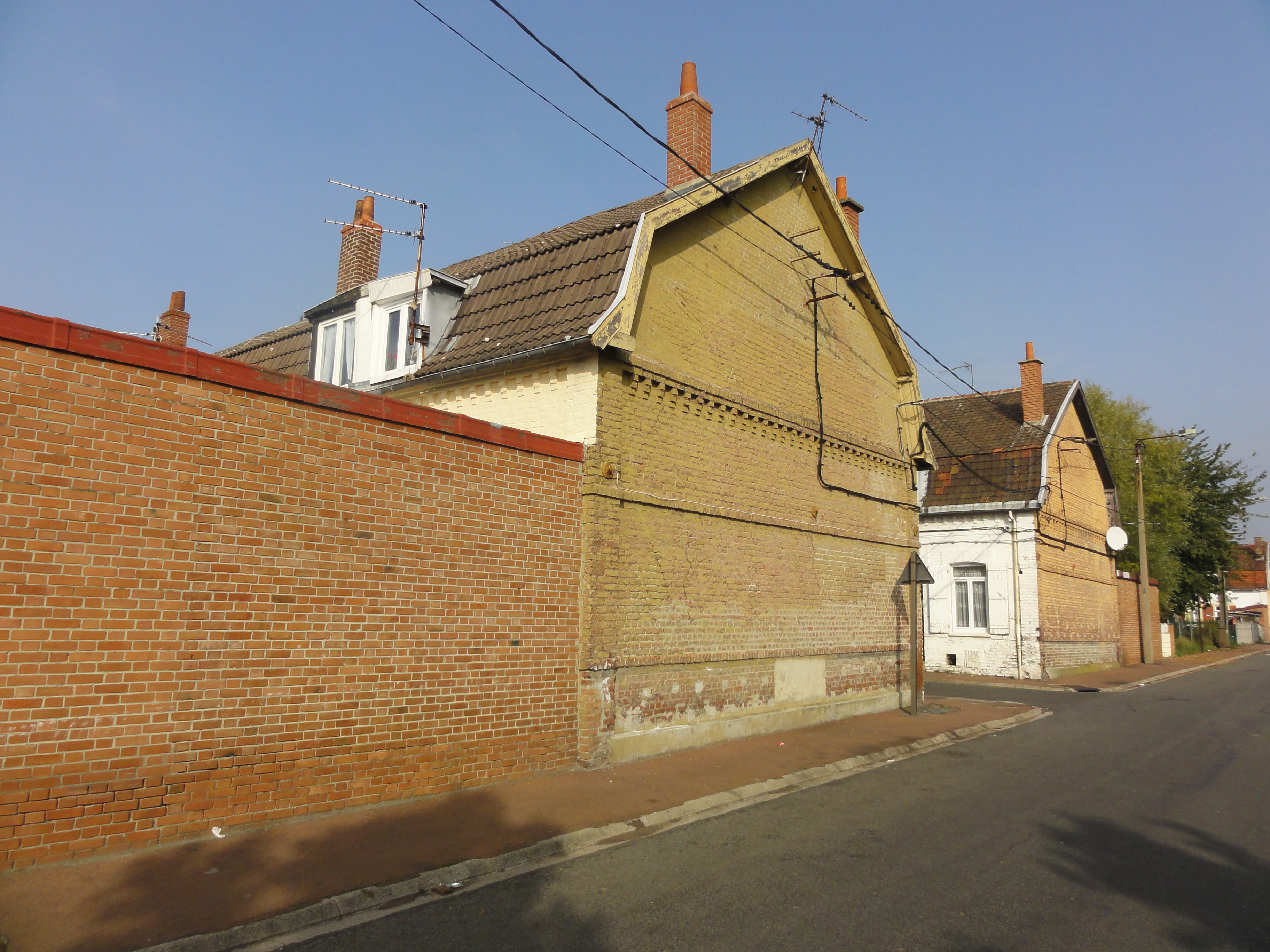
La cité ancienne de Boisgelin.
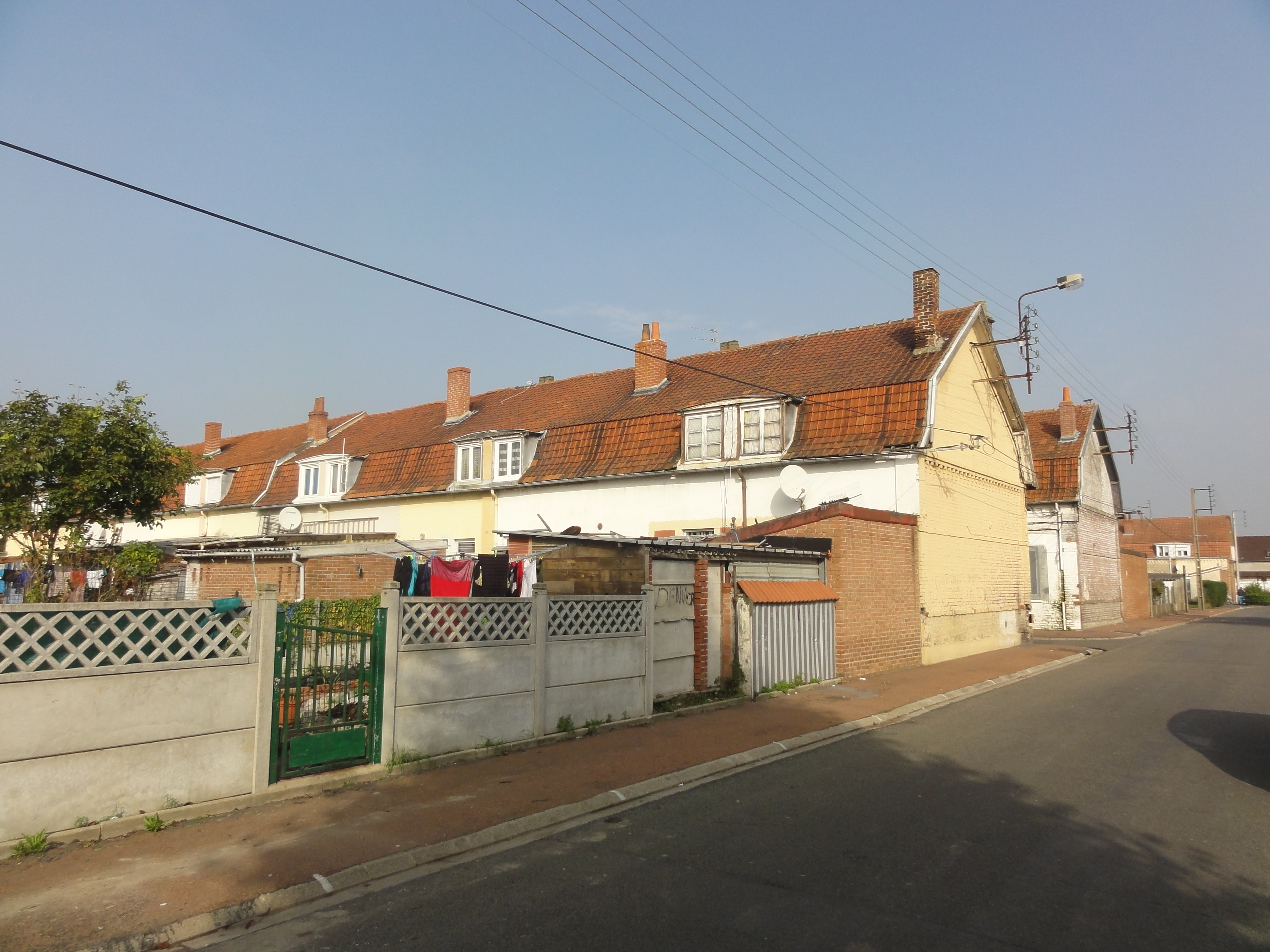
La cité ancienne de Boisgelin.
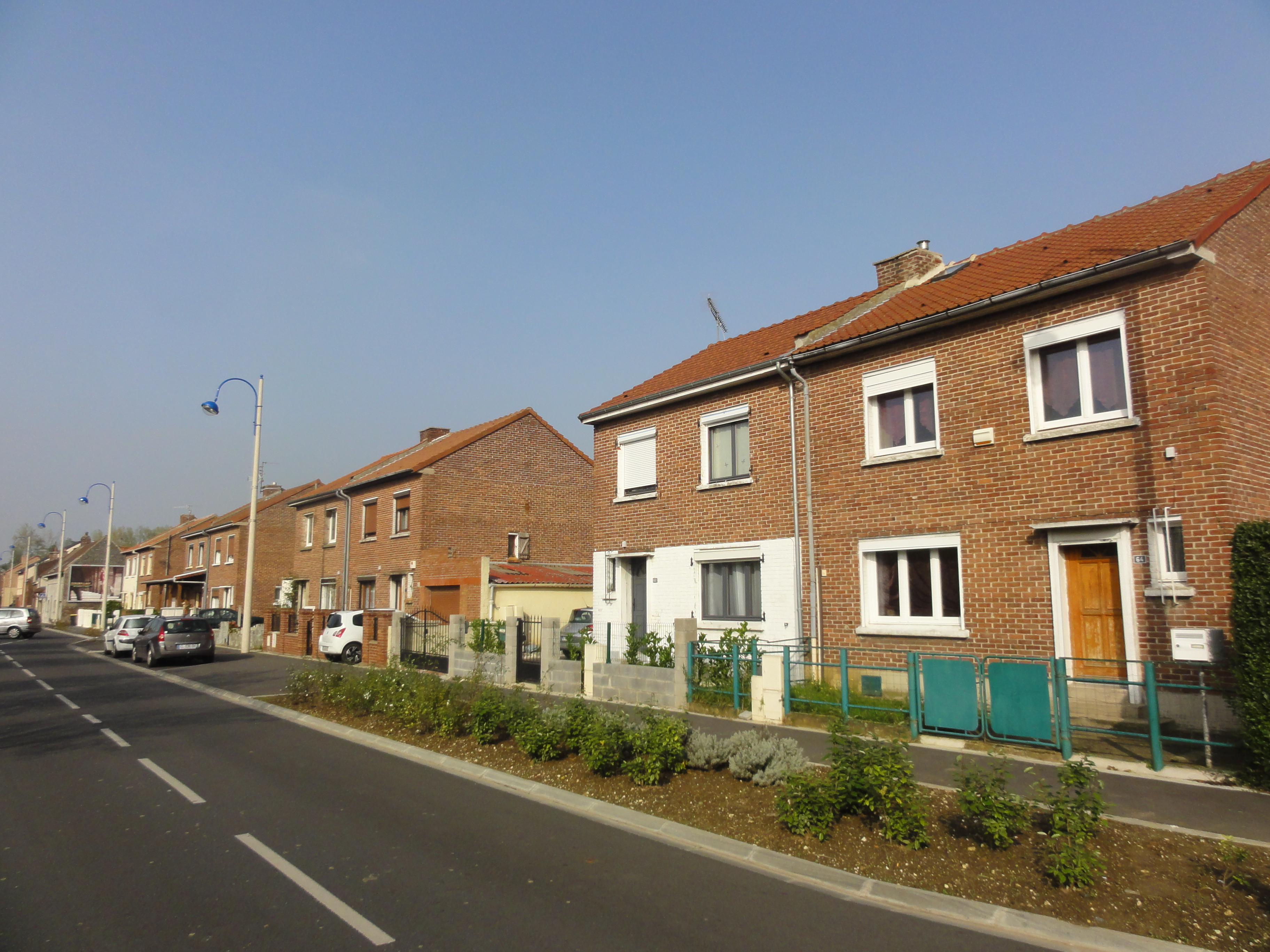
Des habitations post-Nationalisation.
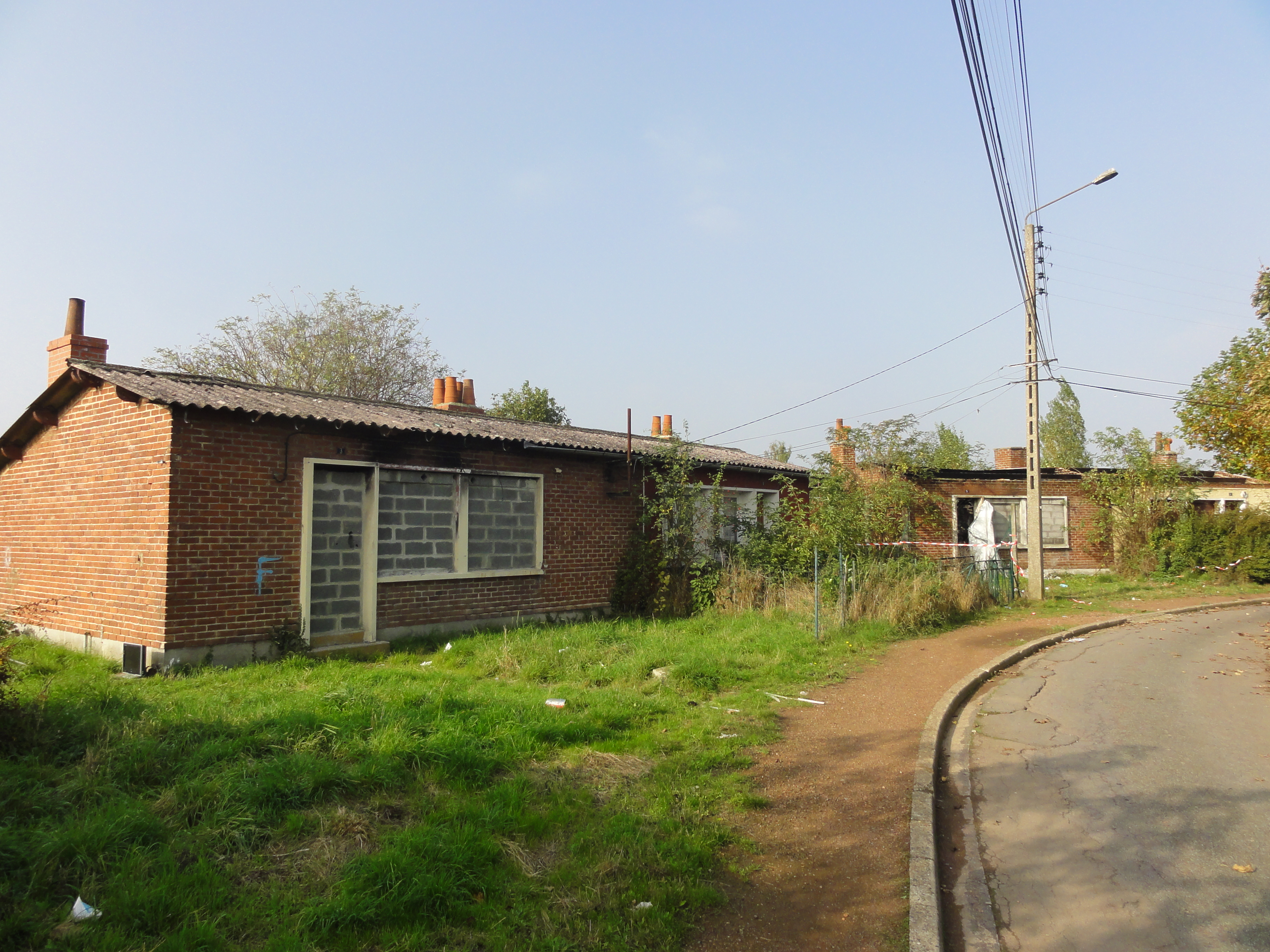
La cité moderne de Boisgelin.
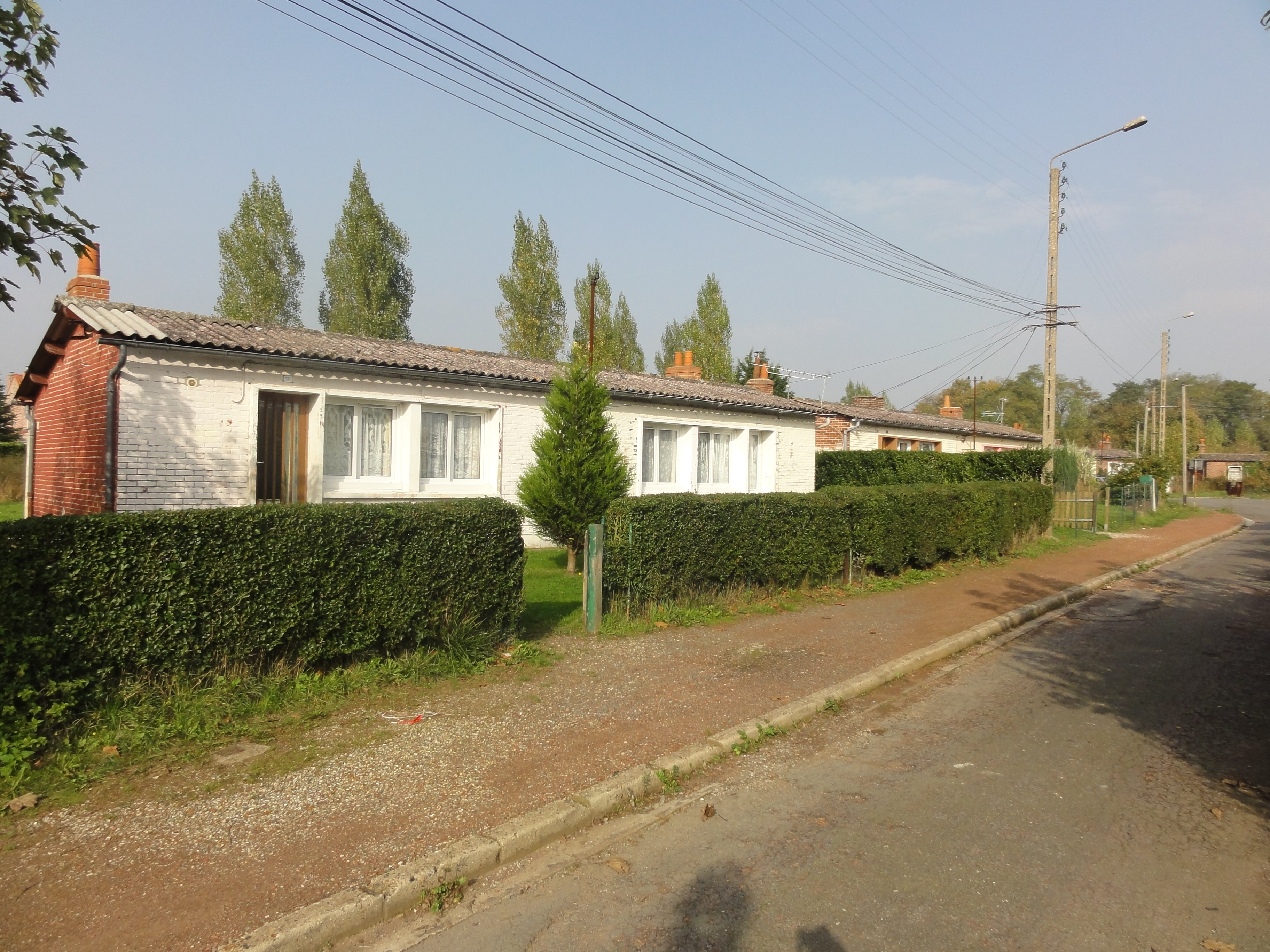
La cité moderne de Boisgelin.